# Aston Martin Lagonda
Aston Martin Lagonda foi um automóvel sedan de 4 portas, fabricado pela Aston Martin em sua fábrica na cidade inglesa de Newport Pagnell. O modelo foi lançado comercialmente em 1976 e descontinuado em 1989.
Projetado por William Towns, o carro foi lançado no London Motor Show (atual London Motorfair) de 1974, sendo o primeiro carro a usar o nome Lagonda desde 1961, marca que a Aston Martin adquiriu em 1947.
O modelo ficou conhecido depois que a revista Bloomberg Businessweek o incluiu na lista dos 50 carros mais feios dos últimos 50 anos, assim como a Time Magazine citou-o entre os 50 piores de todos os tempos.